# Пертинакс
Публије Хелвије Пертинакс (рођен 1. августа 126. године, убијен 28. марта, 193. године) проглашен је за римског цара одмах после убиства Комода, 31. децембра 192. године.

## Биографија
О Пертинаксовој каријери пре него што је постао цар, говори његова биографија у спису Historia Augusta, као и низ натписа на камену. Рођен је у италијанском граду Алби. Био је син ослобођеника Хелвија Сукцеса. Пертинакс је у почетку подучавао граматику, али је убрзо започео војну каријеру. Био је војни трибун у Шестој Победничкој Легији у Британији, а касније је био на дунавском лимесу и као прокуратор у Дакији. Први пут је постао суфектни конзул 175. године, а затим је десетак година био управник провинција Горње и Доње Мезије, Дакије, Сирије и Британије.
Од почетка претпоследње деценије другог века, Пертинакс је учествовао у раду Сената, али му је преторијански префект Переније забранио да учествује у јавном животу. После три године, послат је у Британију да спречи побуну војске. Дошло је до сукоба и на крају је Пертинакс оштро казнио побуњенике. 187. године напустио је Британију, са репутацијом строгог заповедника.
Био је проконзул у провинцији Африци 188. и 189. године. Други конзулат је служио заједно са царем. Касније је постао преторијански префект када је Комод био убијен у свом домаћинству.
Петринаксова кратка владавина (мање од три месеца) није била стабилна. Од почетка је имао невоља са преторијанском гардом. Да би испунио њихова очекивања у плаћању, Пертинакс је морао да распрода Комодову имовину. Покушао је да уведе неколико реформи,али је његова краткотрајна владавина спречила успех тих мера. Једна од реформи, која га је и коштала живота била је обнављање дисциплине међу преторијанском гардом. Пертинакс је успео да преживи једну заверу, али су га преторијанци убрзо убили, 28. марта 193. године. Одмах након његове смрти сенатор Дидије Јулијан проглашен је за цара, што је изазвало кратак грађански рат. Преторијанска гарда је продала царску титулу на аукцији, понуђачу који је имао највише пара.
Када је Септимије Север победио у том грађанском рату, он је одмах признао Пертинакса као легитимног цара, наредио да се убију војници који су сковали заверу против цара.
Макијавели у свом политичком делу Владалац наводи Пертинакса као пример како је владару подједнако лако бити омражен због добрих дела као и због лоших. Иако га је описао као доброг човека, Макијавели је сматрао грешком Пертинаксов покушај да се реформише војник који је постао „навикнут да живи разуздано“, јер је то инспирисало њихову мржњу према њему, што је довело до његовог свргавања и смрти.